# Molossops
Molossops  — рід південноамериканських кажанів родини молосових. Представники роду, як і більшість видів кажанів, ведуть нічний спосіб життя. Вдень ховаються у дуплах дерев, вночі полюють на нічних комах.

## Види
- Molossops aequatorianus (Cabrera, 1917)
- Molossops griseiventer Sanborn, 1941
- Molossops mattogrossensis (Vieira, 1942)
- Molossops neglectus (Williams & Genoways, 1980)
- Molossops temminckii (Burmeister, 1854)